# 両神山

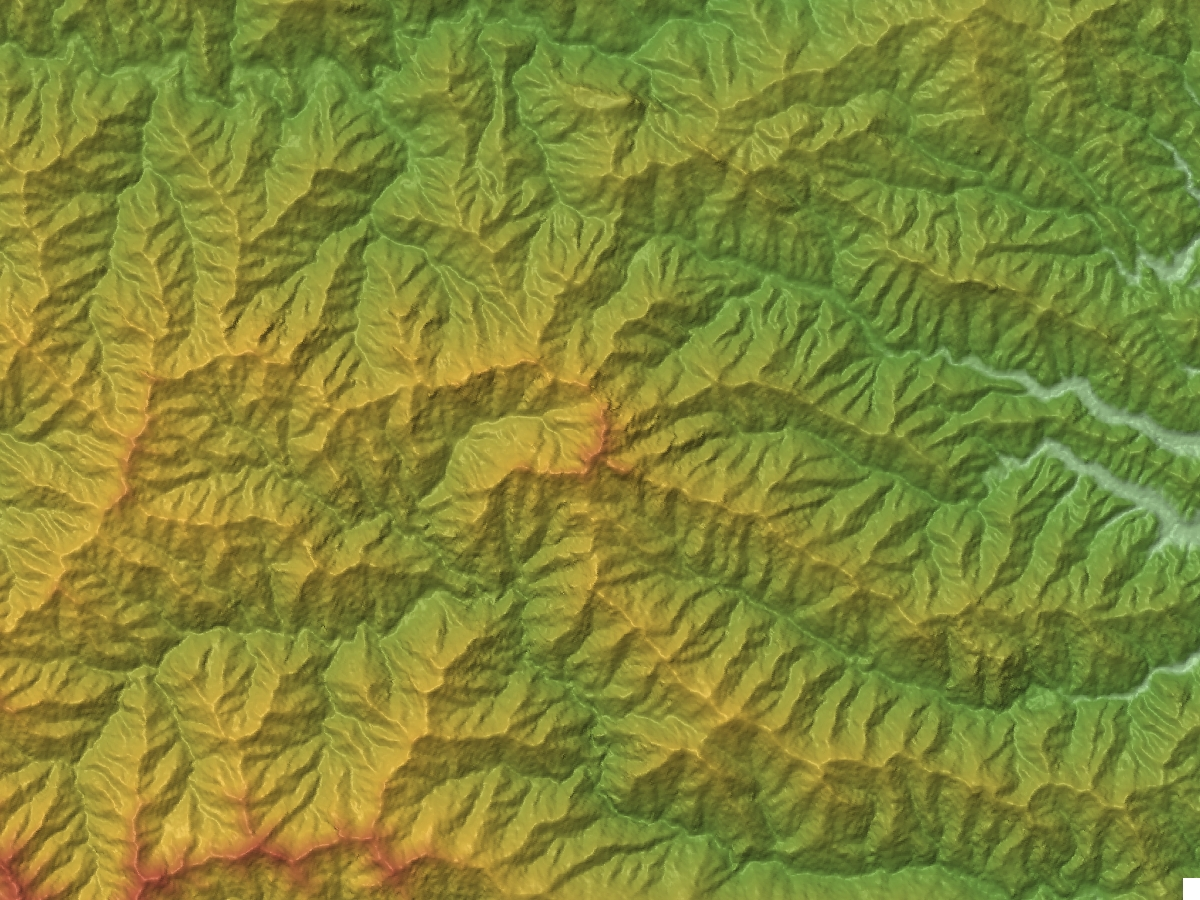
両神山周辺の地形図。両神山は画像の中心

両神山（りょうかみさん）は埼玉県秩父郡小鹿野町と秩父市の境目にある山。奥秩父山塊の北部にあり、標高は1,723 m。日本百名山の一つ。山岳信仰の霊峰であり、両神山、三峰山、武甲山をあわせて「秩父三山」という。

## 概要
山名は、イザナギ、イザナミの神を祀っていることから両神と呼ぶという説、日本武尊の東征のおりこの山を八日間見ながら通過していったので八日見山と名づけられた説、「龍神を祭る山」が転じて両神山となったという説など、諸説ある。
古くからの信仰の山であり、表登山道とされる東面の日向大谷からの道には、数多くの石仏、石碑、丁目石が残されている。浦島からの登山道にも興味深い石仏が残されているが、今は廃道となっている。北麓の尾ノ内には龍頭神社があり、尾ノ内沢沿いに八丁尾根上の奥宮まで登拝路があるが、今では荒れていて危険である。山中、山麓の神社では、通常の狛犬の位置に山犬すなわち狼の石像が置かれている。狼を神の使いとする三峰神社の影響が窺われる。
地質学的には、両神山の多くの部分はチャート（SiO2 、水晶と同じ）成分で形成されている。チャートは数億年前に海底に沈んだプランクトン（放散虫）の化石からできたもので、鉄よりも硬い（硬度7）。
4月下旬から5月中旬、山頂一帯にアカヤシオが咲く。自然林が多く残され、紅葉が美しいことでも知られている。
八丁峠から登るコースは、鎖場の名所として有名。滑落者が埼玉県最多のコースでもある。また、以前は旧両神村の白井差集落方面の登山道が山頂までの最短ルートであったが、行政（両神村・埼玉県庁や環境庁）と地権者との相続税に関する見解の相違からトラブルとなり、2000年4月頃に地権者によって登山道がバリケードで封鎖された。その後、2000年10月に行政上は廃道となり、道標なども何者かにより破壊されている。現在は日向大谷からの登山道がメインルートとなっている。

## 歴史
いずれも東面の、日向大谷の両神神社（観蔵院）と浦島の両神御嶽神社（金剛院）の2院を主要拠点として、修験道が展開されてきた。金剛院の古文書では1679年の御教書、観蔵院の古文書では1753年の補任状が確認されている。後者は、さらに古い歴史を有する可能性があるが、幕末に集落ごと全焼する火災があったといわれ、多くの古い史料が失われたと考えられる。
かつては女人禁制であった。初めて女性が登ったのは、1914年に講中登山として記録されている。
1935年に原全教が『奥秩父　続編』で両神山の歴史や伝承とともに、主なコースと一部の沢を紹介している。
1975年に飯野頼治が『両神山』で両神山の多くの尾根、沢コースを紹介している。
1980年に皇太子が当時の両神村長の案内で登頂している。
1990年に両神村史編さん委員会によって『りょうかみ双書3　両神山』が刊行された。両神山にまつわる歴史、伝承、地質、動植物などを記録している。山中の石仏、石碑などについても詳しい。

## 登山
- 表登山道（表参道）
  - 日向大谷までは、路線バスがある。日向大谷から会所、清滝小屋、富士見坂を経て山頂＜剣ケ峰＞に至る道で、もっとも多く利用されている。鎖場が数箇所あるものの、特に困難な所はない。2010年6月現在、清滝小屋は営業が中止され、避難小屋として一部開放されている。
- 七滝沢コース
  - 会所で表登山道から分かれ、清滝小屋の少し上部で再び合流する。霧降滝から養老滝にかけての左岸の部分に急な鎖場がある。遭難事故の多発する危険なコースで、初心者は立ち入るべきでない。なお、令和元年東日本台風の影響で、登山道が崩落しており封鎖されている。
- 八丁峠コース
  - 八丁峠までは南北両面から登れるが、いずれもバス停からは遠い。北面の登山口には、駐車場、トイレ、東屋がある。南面の登山口、落合橋には、数台分の駐車スペースがある。峠から行蔵坊ノ峰、西岳、東岳を経て山頂に至る。一般に利用される3コース中、もっとも岩が露出していて、鎖場も長く急なところが多い。水場はない。
- 梵天尾根コース
  - 中双里まではバスがある。中双里から白井差峠まで800 m余の標高差の急登ののち、梵天ノ頭、三芳岩をへて剣ケ峰のすぐ南で表登山道に合流する。距離が長く、一部に鎖場ややせ尾根がある。水場はない。迷いやすいところもあって、一般的なコースではない。表登山道と合流するところと、そのすぐ下の2箇所で、ロープを張って、下山を規制している。しかし登山口には指導標もあって、特に規制もない。
- 白井差新道
  - かつてのイチイガタワ経由と大峠経由の、白井差からの2コースが廃道とされたのち、地権者によって開鑿された有料の登山道である[注釈 1]。白井差口までは路線バスがある。そこから白井差、大又を経由し、剣ケ峰の少し南で表登山道と合流する。

このほか、納宮から楢尾沢峠と天理岳を経て山頂に至る登山道もあるが一般的なコースではない。

### 周辺にある宿泊施設・小屋
- 両神山荘
- 清滝小屋（かつては有人小屋だったが、現在は無人）

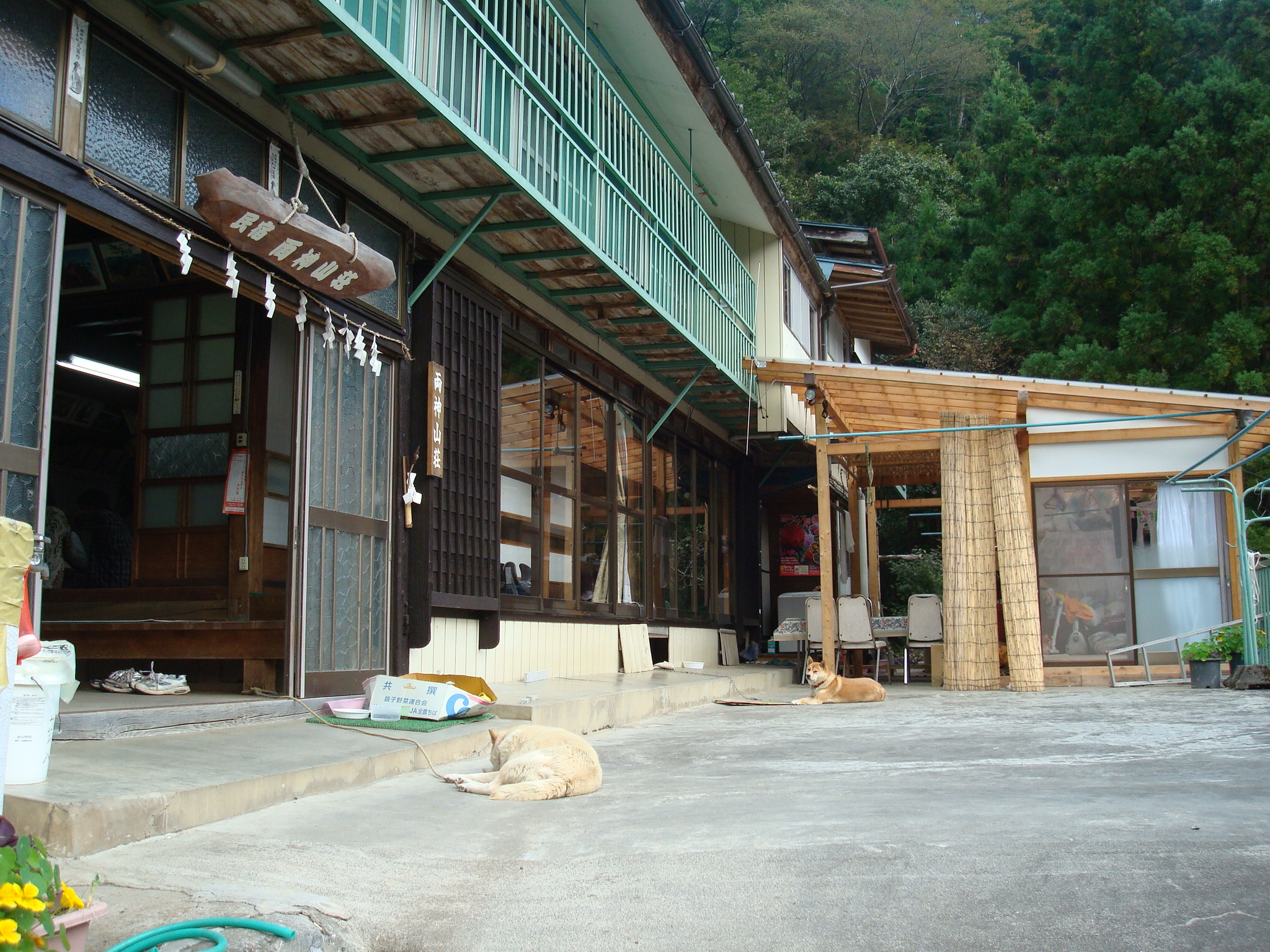
登山基地の両神山荘
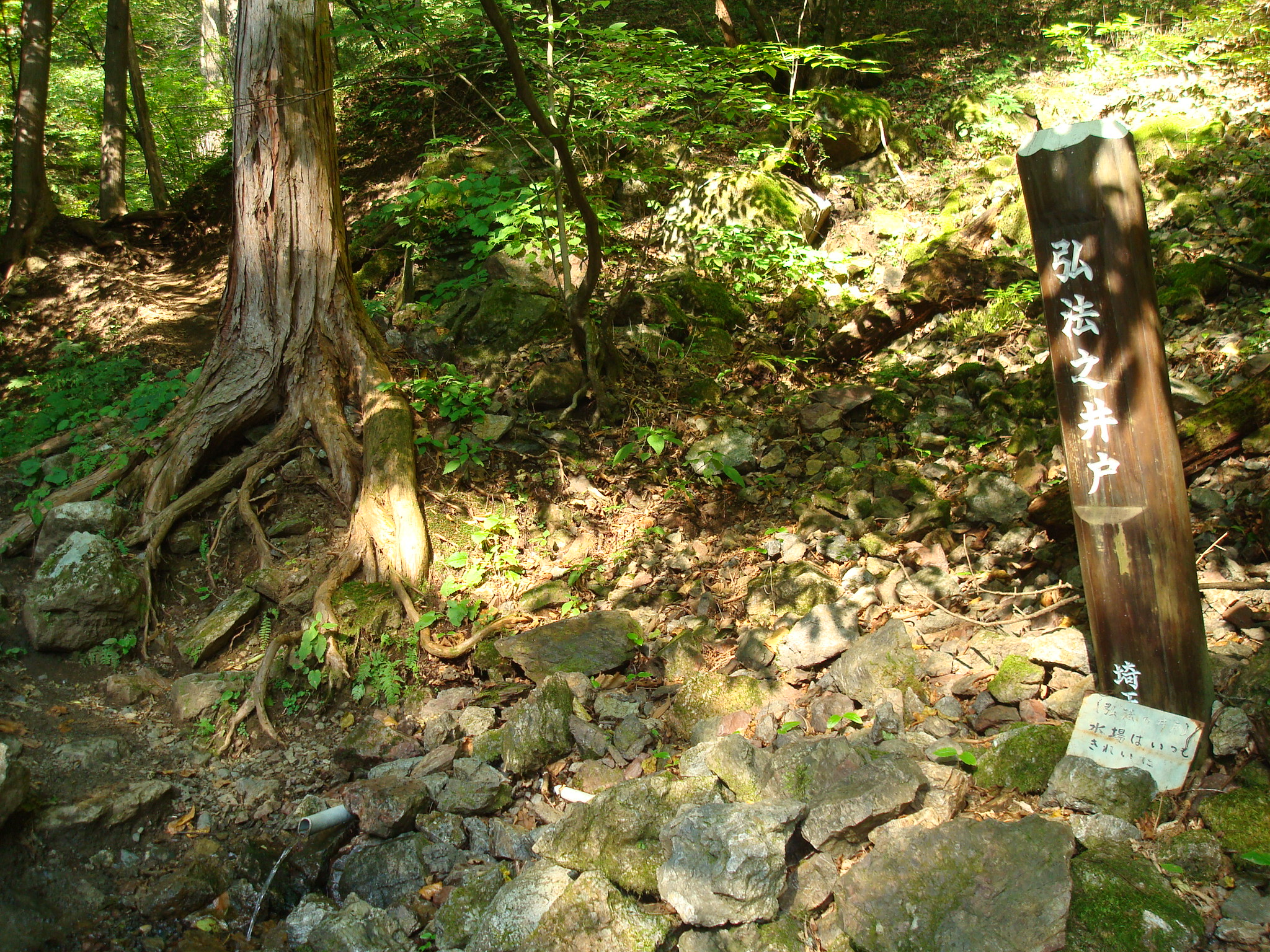
弘法之井戸
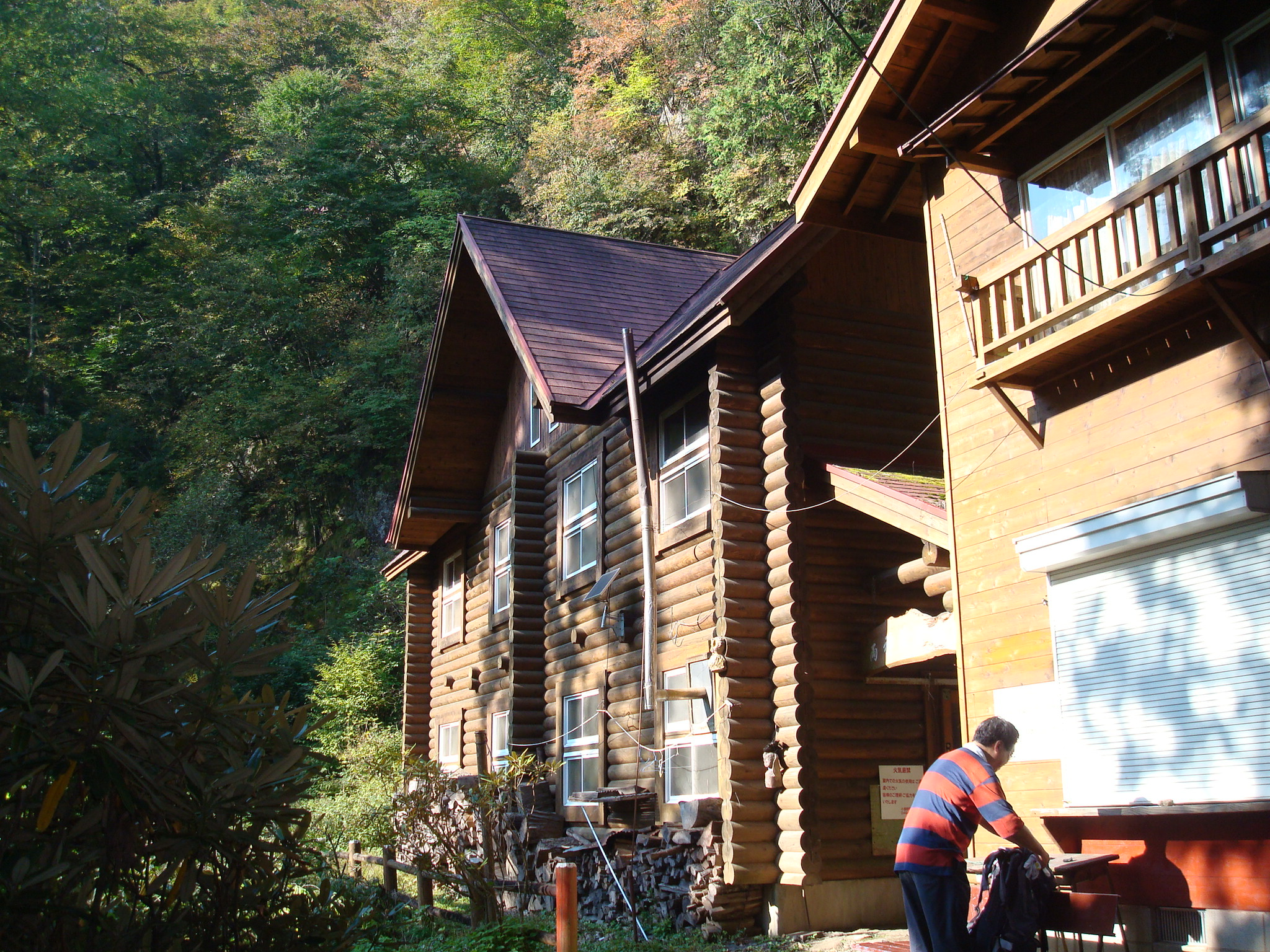
清滝小屋（無人小屋）
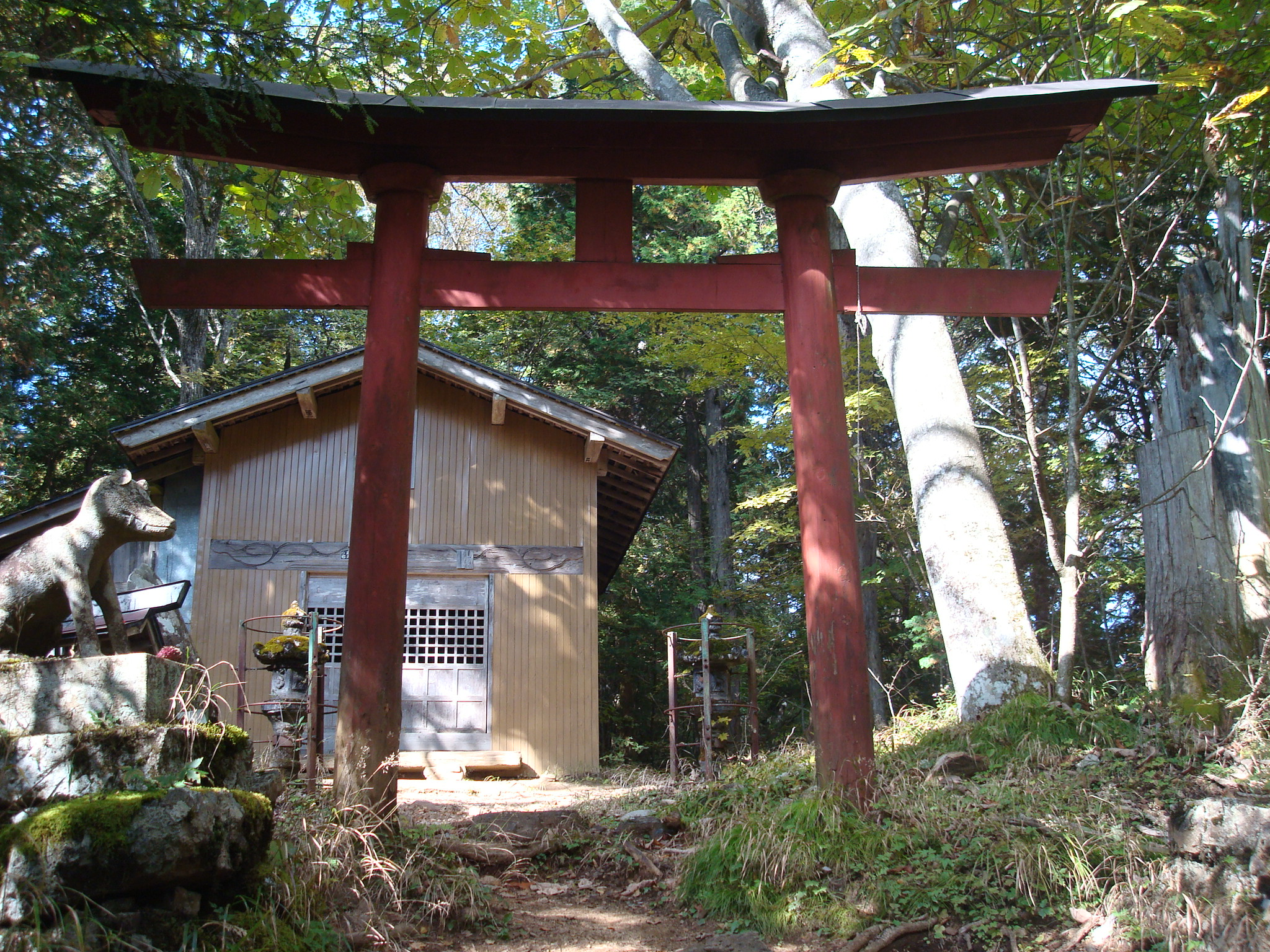
両神神社の狼像
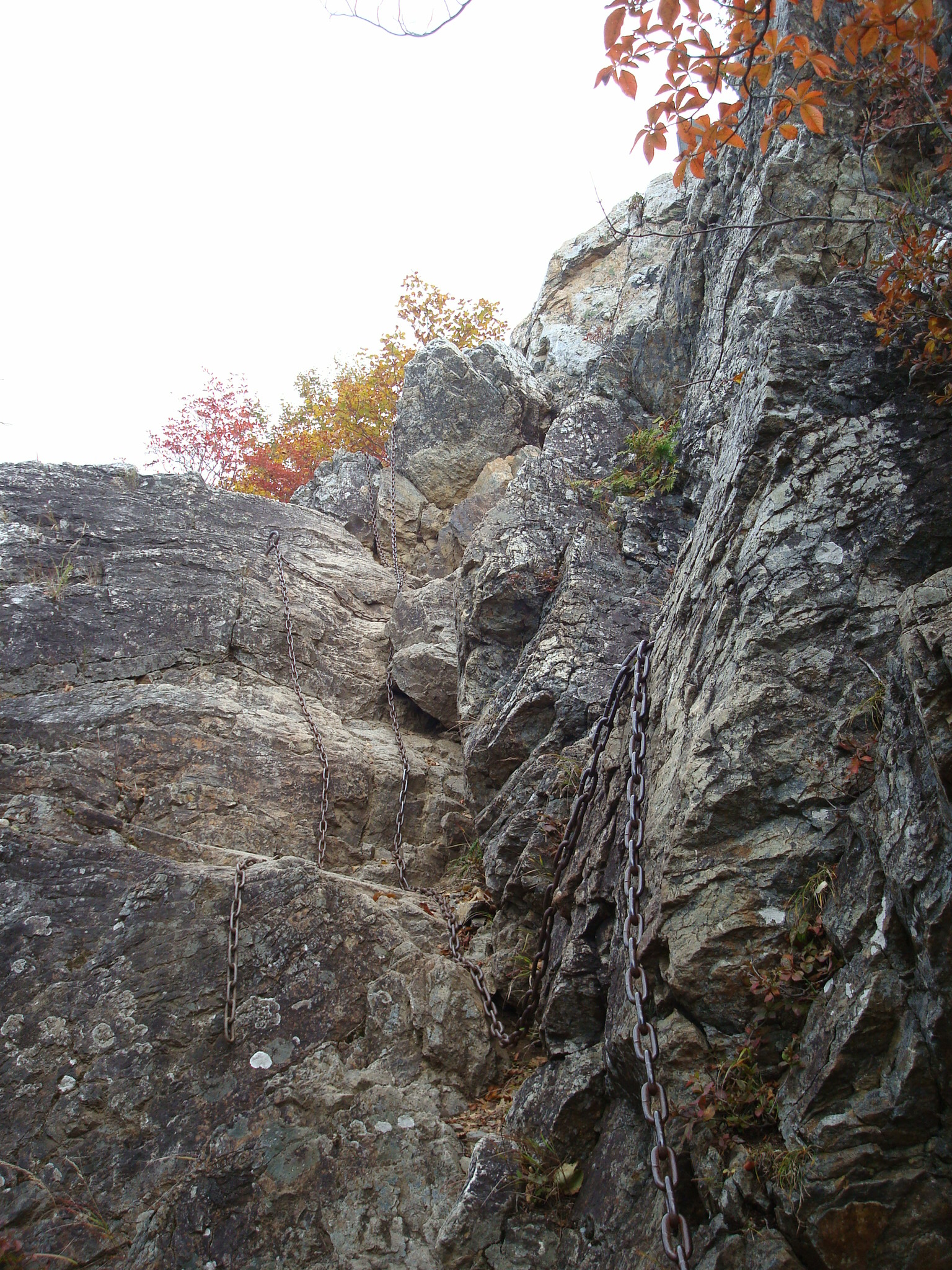
山頂直下の鎖場
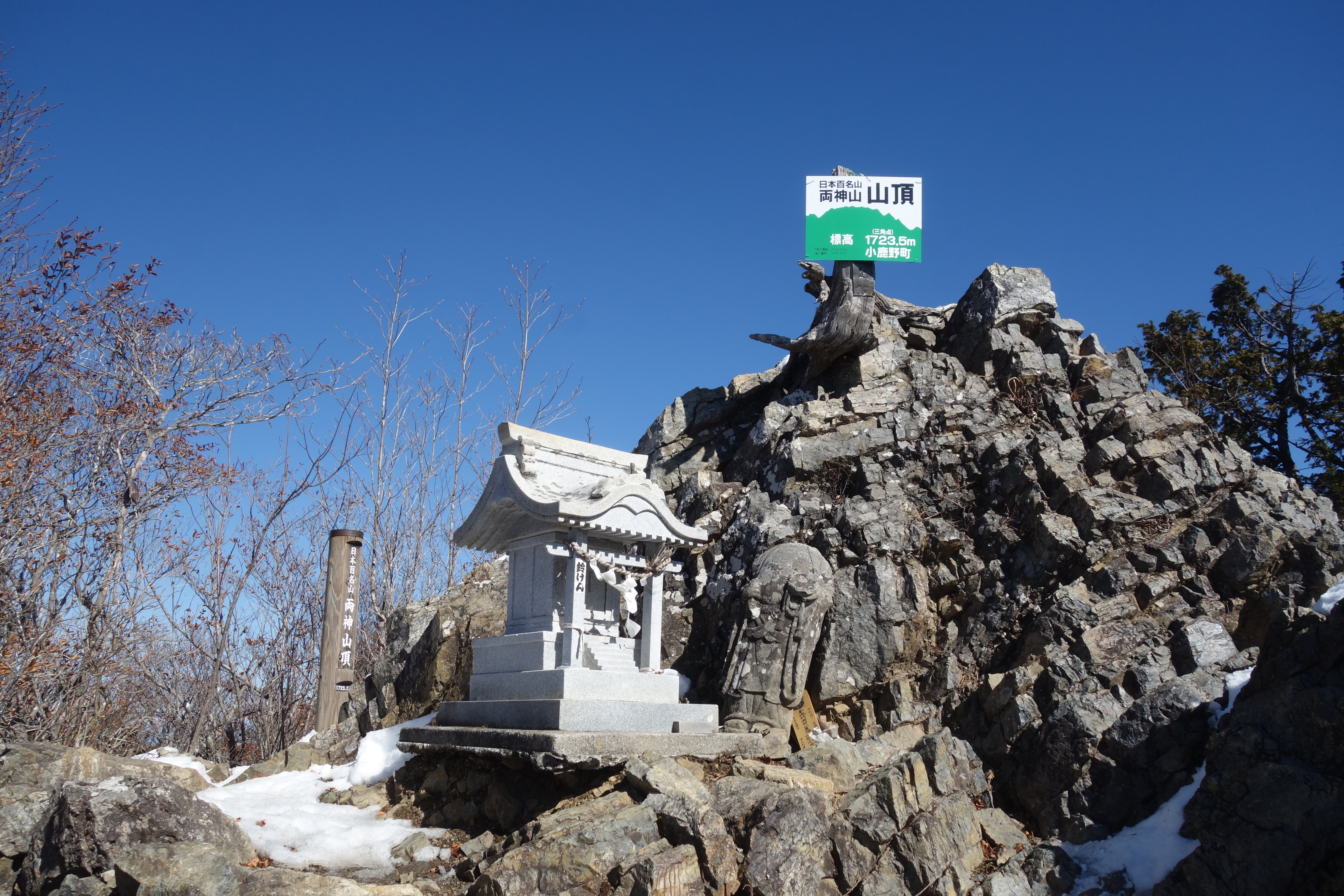
両神山山頂
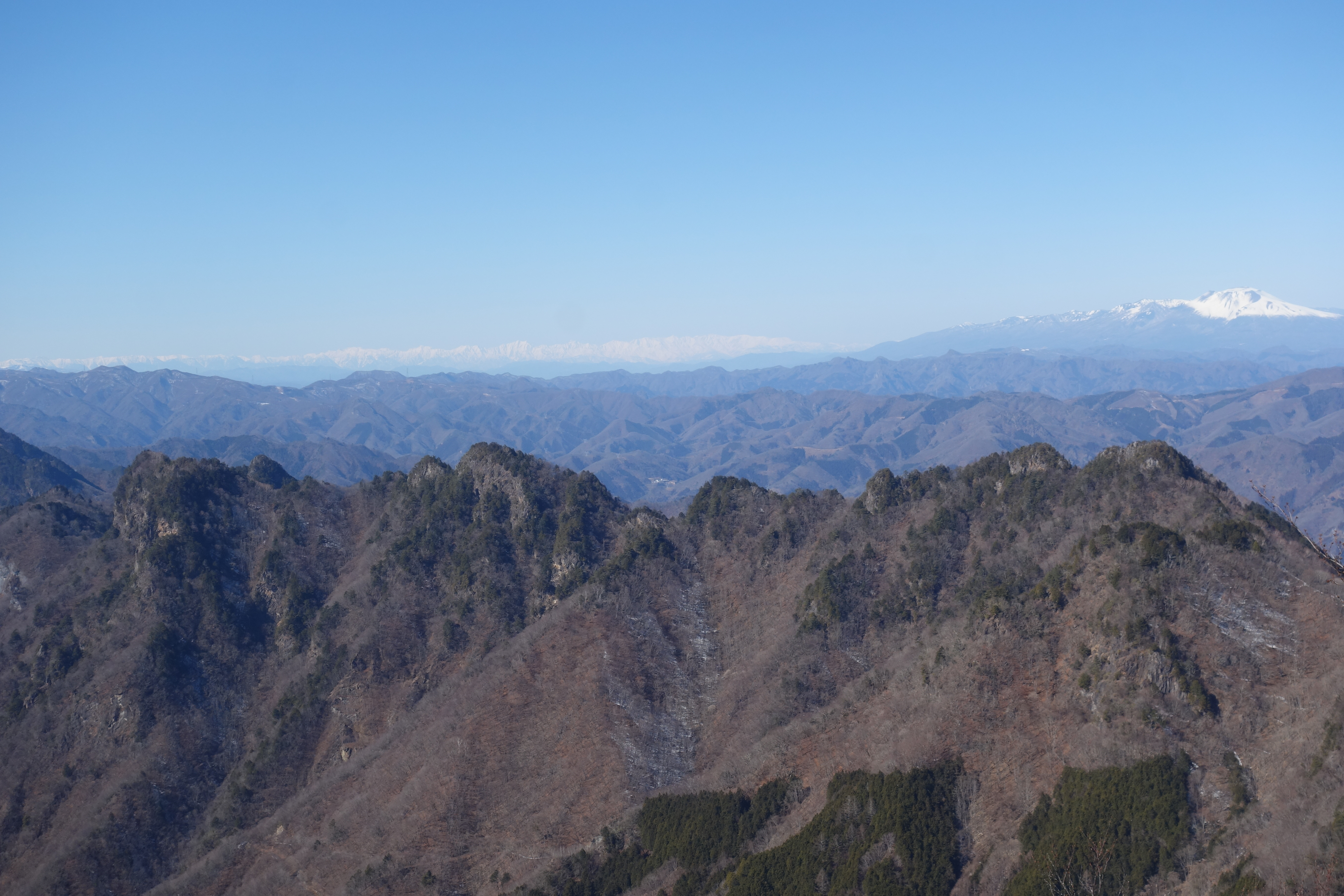
両神山から北アルプス（左）と浅間山（右）
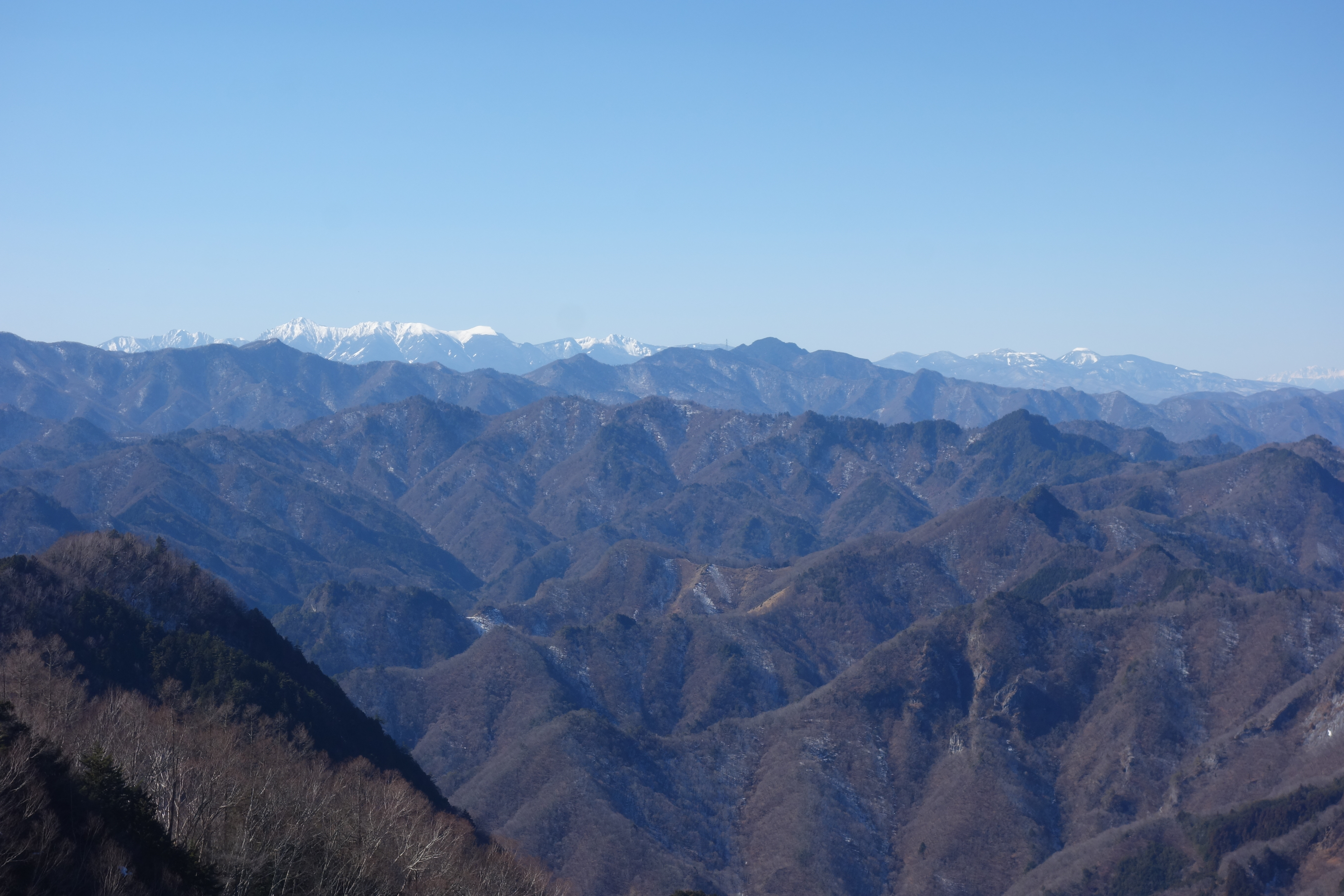
両神山から御座山（中央手前）と八ヶ岳（奥）
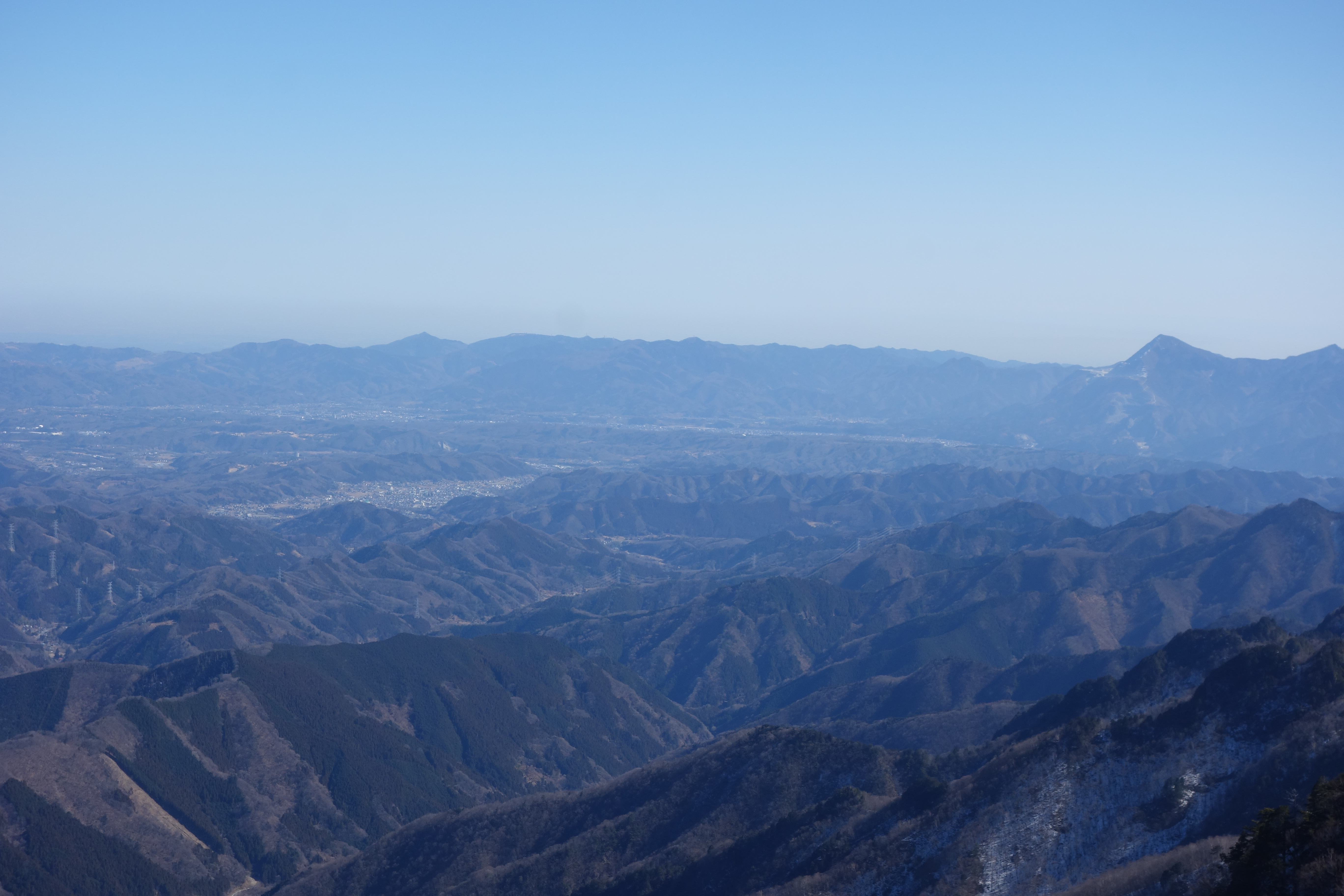
両神山から秩父盆地と武甲山
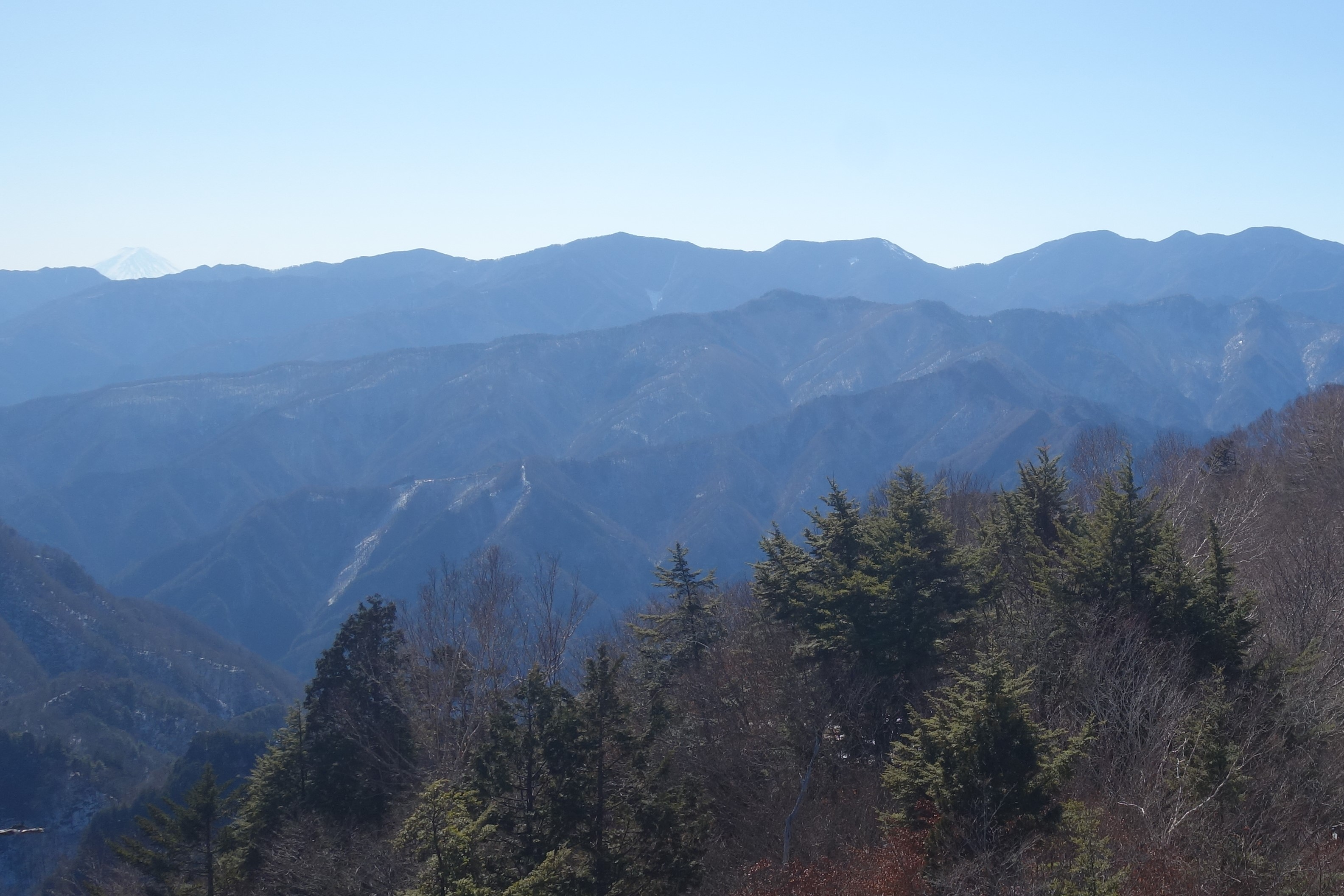
両神山から富士山（左奥）と甲武信ヶ岳・三宝山（右）

## 両神山系の山
- 天理岳（1,150 m＜山頂＜1,160 m）
  - 剣ケ峰の北東、天武将尾根上に位置する。『奥秩父続編』では天治ケ岳、『両神山』では天理ガ岳、『りょうかみ双書3』では天理ケ岳と表記。天理岳の東に1,083.6 mの三角点があり、昭文社『雲取山・両神山』の表図では、誤ってこちらに山名が付されている。
- 三笠山（1,410 m＜山頂＜1,420 m）
  - 剣ケ峰の東南東、四阿屋山に続く尾根上に位置する。
- 辺見岳（1,370 m＜山頂＜1,380 m）
  - 三笠山の東に位置する。『奥秩父続編』では二子山、『りょうかみ双書3』では逸見ケ岳と表記。山頂は南北2峰に分かれ、北峰の方がやや低い。
- 三合落（1,115.1 m）
  - 辺見岳の東南東に位置する。『りょうかみ双書3』にピーク名が記載されている。『奥秩父続編』では両見山とされているが、これは誤りで、両見山は金剛院の裏手の748 mピークである。
- 四阿屋山（771.6 m）
  - 三合落の東に位置する。北麓、東麓、南麓からハイキングコースが通じている。
- 梵天ノ頭（1,476.5 m）
  - 剣ケ峰の南、梵天尾根上に位置する。
- 御岳山（1,080.4 m）
  - 梵天ノ頭の東南東、梵天尾根の末端に位置する。東麓、南麓からハイキングコースが通じている。奥多摩の御岳山と区別して、秩父御岳とも呼ばれる。
- 槍ケ岳（1,640 m＜山頂＜1,650 m）
  - 剣ケ峰の南西、梵天尾根から派生する横八丁の尾根上に位置する。中津川を隔てた南にある槍ケ岳と区別して、狩倉槍とも呼ばれる。
- 狩倉岳（1,625 m）
  - 槍ケ岳の西に位置する。昭文社『雲取山・両神山』では、狩倉岳と狩倉山の表記が混在している。

## 隣接する山
- 天丸山
- 南天山